# 碧南警察署
碧南警察署（へきなんけいさつしょ）は、愛知県警察が管轄する警察署の一つである。

## 所在地
- 愛知県碧南市松本町26-1[2]

## 管轄区域
- 碧南市[1]
- 高浜市[1]

## 沿革
- 1948年（昭和23年）
  - 3月7日：従前の愛知県警察部と旧大浜警察署が解体。自治体警察として、大浜、新川、棚尾3町を管轄する碧南組合警察と高浜町警察が発足。旭村は国家地方警察碧海地区警察署の管轄になる。
  - 4月5日：碧南市発足（大浜町、新川町、棚尾町、旭村が合併）で碧南組合警察は碧南市域を管轄する自治体警察の碧南市警察になる。
- 1951年（昭和26年）：高浜町警察廃止で、高浜町は国家地方警察碧海地区警察署の管轄になる。
- 1954年（昭和29年）：新警察法の公布で、新たに都道府県警察として愛知県警察が発足。碧南市警察と国家地方警察碧海地区警察署の管轄だった高浜町域を管轄区域とする愛知県碧南警察署となる。

## 組織
- 警務課
  - 警務係
  - 住民サービス係
  - 留置管理係
- 会計課
  - 会計係
- 生活安全課
  - 生活安全係
  - 少年係
  - 保安係
- 地域課
  - 地域総務係
  - 地域(第一係～第三係)
- 刑事課
  - 刑事総務係
  - 強行係
  - 盗犯係
  - 鑑識係
  - 知能暴力薬物係
- 交通課
  - 交通総務係
  - 指導取締係
  - 事故捜査係
- 警備課
  - 警備係
  - 災害対策係

## 幹部交番

### 高浜市
- 高浜幹部交番 - 高浜市稗田町四丁目1番地1[2]

## 交番

### 碧南市
- 新川交番 - 碧南市新川町2丁目105番地[2]
- 旭交番 - 碧南市荒子町5丁目58番地[2]
- 大浜交番 - 碧南市中町5丁目78番地[2]

### 高浜市
- 吉浜交番 - 高浜市屋敷町五丁目8番30[2]

## 駐在所

### 碧南市
- 西端駐在所 - 碧南市油渕町1丁目12番地[2]

## 主な事件
- 碧南市パチンコ店長夫婦殺害事件 - 1998年（平成10年）6月28日に油渕町4丁目で発生[3]。事件から14年後の2012年（平成24年）8月3日、闇サイト殺人事件で無期懲役刑が確定していた堀慶末[注 1]および共犯者2人の計3人を、同事件の被疑者として強盗殺人容疑で逮捕した[3]。その後、堀は2019年（令和元年）に死刑が、共犯者2人は無期懲役が確定した[5]。